# Бьорк, Брэнт
Брэнт Бьорк (англ. Brant Bjork; род. 19 марта 1973, Палм-Дезерт, Калифорния) — американский музыкант из города Палм-Дезерт, Калифорния, наиболее известен как барабанщик Kyuss. Является видным человеком на сцене Палм-Дезерт.

## Карьера

### Kyuss (до 1994)
Учась в школе, Брэнт вместе со своими друзьями Джошом Оммом и Джоном Гарсия основал Katzenjammer. Позже по его инициативе группа была переименована на Sons of Kyuss. В 1990 году Kyuss переехали в Лос-Анджелес, и уже в сентябре 1991 года музыканты выпустили дебютный Wretch. После начала сотрудничества с Elektra Records, коллектив начал приобретать международную известность, став таким образом первой успешной дезерт-рок-группой. Для Kyuss Брэнт написал одни из самых знаковых песен: «Green Machine», «Gardenia» и «50 Million Year Trip». После релиза Welcome to Sky Valley он покинул группу.

### 1995—1997
После ухода из Kyuss Бьорк играл с несколькими группами. Среди них был хардкор-панк коллектив De-Con, с которым он барабанил в альбоме Balls for Days в 1995 году, что был выпущен новым лейблом Бьорка El Camino Records. Помимо этого, в том же 1995 году Брэнт спродюсировал дебютный альбом Gossamer стоунер-рок-группы Solarfeast. В 1997 году Бьорк ненадолго переехал Санта-Круз (Калифорния), чтобы записать 7" EP Burning Leaf/Chihuahua с группой LAB.
Последующие года становились всё более насыщенными работой.

### The Desert Sessions (1997—1999)
Присоединившись к проекту коллеги из Kyuss, Бьорк, играя на гитаре, басу и ударных, появился на трёх релизах The Desert Sessions: Vol. 1: Instrumental Driving Music For Felons, Vol. 2: Status: Ships Commander Butchered и Volume 5: Poetry for the Masses (SeaShedShitheadByTheSheSore).

### Fatso Jetson и Fu Manchu (1997—2001)
На протяжении 1997—1998 Брэнт играл на гитаре в Fatso Jetson, появившись таким образом, на сплите Jailbreak с Fu Manchu. Что же до последних, то Бьорк продюсировал их первый альбом No One Rides for Free, а в 1997 году стал их ударником, появившись на четырёх LP группы: The Action Is Go, Eatin' Dust, King of the Road и California Crossing.

### Mondo Generator (1997—2004)
В 1997 году Брэнт присоединился к группе Ника Оливери Mondo Generator, появившись в альбомах Cocaine Rodeo и A Drug Problem That Never Existed. Бьорк участвовал в туре до 2004, после чего покинул группу. Также барабанщик появился на DVD Use Once and Destroy Me, I Never Sleep и на Australian Tour EP.

### Che
Che — сайд-проект Бьорка и Альфредо Эрнандеса, в котором Брэнт представлял гитару и вокал. Этот маленький стоунер-рок коллектив просуществовал достаточно мало, выпустив единственный альбом Sounds of Liberation в октябре 2000 года.

### Сольная карьера (1999-настоящее время)
Брэнт начал записывать свой первый соло-альбом Jalamanta в феврале 1999 года, в котором на всех инструментах играл (так же, как и пел) исключительно сам. В 2000 году он записал Brant Bjork & the Operators, выпущенный в 2002 году; за ним последовали Keep Your Cool и Local Angel, на которых он также является практический единственным музыкантом, за исключением нескольких гостей.
В 2003 году был организован проект Brant Bjork and the Bros, в котором участвовали гитарист Майк Пигми, басист Дилан Роше, барабанщик Майкл Пеффер и сам Бьорк, представляющий вокал и вторую гитару. В октябре коллектив колесил по Европе, исполняя материал сольников Брэнта и Che. Затем Майка Пигми заменил Скотт Кортэц, и команда продолжила свой тур по Европе и Северной Америке в 2004 году. В таком составе Brant Bjork and the Bros приступили к записи двойного альбома Saved by Magic, выпущенного в 2005 году, в котором хорошо прослеживается саунд ранних альбомов Брэнта.
В 2006 году вышел фильм Sabbia с музыкой Бьорка, а к началу записи следующего альбома Somera Sól, релиз которого состоялся в 2007 году, Альфредо Эрнандес заменил Майкла Пеффера. В этом же году Брэнт выпустил свой пятый, на этот раз акустический, соло-альбом Tres Dias. Также Бьорк объявил, что закрывает свой лейбл Duna Records, однако вскоре он создал новый Low Desert Punk Recordings, а сайт Duna Records теперь фактический является фан-сайтом Брэнта Бьорка. Первым релизом нового лейбла стал очередной сольник Punk Rock Guilt в 2008 году.
В 2009 году Бьорк приступил к записи первого сольного альбома, в котором присутствует не только он сам, но и другие музыканты: гитарист Брэндон Хендерсон, басист Билли Корделл, и барабанщик Джампаоло Фарнеди. Gods & Goddesses увидел свет в 2010 году.

### Vista Chino (2010-настоящее время)
В ноябре 2010 года было объявлено, что Брэнт Бьорк, Ник Оливери, Джон Гарсия и Бруно Фивери собираются выступать вместе под названием Kyuss Lives!. Группа ездила по Европе, Австралии и Новой Зеландии до мая 2011 года. В ноябре 2012 года название коллектива сменили на Vista Chino.

## Дискография

### Сольные альбомы
Brant Bjork
- 1999 — Jalamanta
- 2002 — Brant Bjork & the Operators
- 2003 — Keep Your Cool
- 2004 — Local Angel
- 2007 — Tres Dias
- 2008 — Punk Rock Guilt
- 2010 — Gods & Goddesses

Brant Bjork and the Bros
- 2005 — Saved by Magic
- 2007 — Somera Sól

### С группами
Ché
| Год  | Название             | Примечания    |
| 2000 | Sounds of Liberation | гитара, вокал |

Kyuss
| Год  | Название                          | Примечания                                        |
| 1990 | Sons of Kyuss                     | ударные                                           |
| 1991 | Wretch                            | ударные, лирика, музыка                           |
| 1992 | Blues for the Red Sun             | ударные, лирика, музыка                           |
| 1994 | Welcome to Sky Valley             | ударные, лирика, музыка; последний альбом с Kyuss |
| 2000 | Muchas Gracias: The Best of Kyuss | ударные, лирика, музыка                           |

Fu Manchu
| Год  | Название                           | Примечания |
| 1994 | No One Rides for Free              | продюсер   |
| 1997 | The Action Is Go                   | ударные    |
| 1998 | Jailbreak split 7" w/ Fatso Jetson | ударные    |
| 1999 | Eatin' Dust                        | ударные    |
| 2000 | King of the Road                   | ударные    |
| 2001 | California Crossing                | ударные    |

Mondo Generator
| Год  | Название                          | Примечания                                                      |
| 2000 | Cocaine Rodeo                     | ударные («13th Floor», «Simple Exploding Man», «Cocaine Rodeo») |
| 2003 | A Drug Problem That Never Existed | ударные                                                         |
| 2004 | Use Once and Destroy Me (DVD)     | ударные                                                         |
| 2006 | «I Never Sleep» — 7"              | ударные («Here We Come», «Allen’s Wrench»)                      |
| 2008 | Australian Tour EP 2008           | ударные («Unless I Can Kill», «Simple Exploding Man»)           |

Другие
(Возможно требует дополнений)
| Год  | Название                               | Примечания                                                                 |
| 1995 | Balls For Days — De-Con                | ударные (релиз через El Camino Records)                                    |
| 1995 | Gossamer — Solarfeast                  | продюсер (релиз через El Camino Records)                                   |
| 1997 | 7" Single — LAB                        | гитара («Burning Leaf», «Chihuahua»)                                       |
| 1998 | 7" Singles — Fatso Jetson              | гитара («Blueberries & Chrome», «Swollen Offering», «Accelerator General») |
| 1998 | Welcome to Meteor City — Meteor City   | Guitar, Fatso Jetson song («Procrastination Process»)                      |
| 1998 | Volumes 1 & 2 — The Desert Sessions    | ударные, бас                                                               |
| 1999 | Volumes 5 & 6 — The Desert Sessions    | ударные, гитара                                                            |
| 2004 | Auf Der Maur — Auf der Maur            | ударные («Followed The Waves», «My Foggy Notion»)                          |
| 2005 | Demon Crossing — Yellow #5             | ударные                                                                    |
| 2005 | Cowboy Coffee and Burned Knives — Hulk | гость «Seducer» (трек-призрак)                                             |
| 2006 | Sabbia (DVD)                           | композитор                                                                 |
| 2006 | Extraterrestrial Highway — Ten East    | бас                                                                        |
| 2012 | earthlings? — earthlings?              | «Lightning Song» (бонусный трек)                                           |